# 弦楽四重奏曲第16番 (ベートーヴェン)
弦楽四重奏曲第16番（げんがくしじゅうそうきょくだいじゅうろくばん）ヘ長調 作品135は、ルートヴィヒ・ヴァン・ベートーヴェンが1826年に作曲した弦楽四重奏曲。死の5か月前に完成した。ベートーヴェンが完成させた最後の弦楽四重奏曲であり、ベートーヴェンのまとまった作品としても生涯最後の作品である。1828年3月にシュパウンツィヒ四重奏団によって初演された。ちなみに本作の後、最後に完成された弦楽四重奏曲の楽章は、『大フーガ』の代わりに作曲された、第13番の終楽章であった。
『大フーガ』を除いた後期の四重奏曲の中では最も小規模であり、ハイドン以来の古典的な4楽章形式に戻っている。自筆譜においてベートーヴェンは、終楽章の緩やかな導入部の和音の下に "Muss es sein?"（かくあらねばならぬか?）と記入しており、より速い第1主題には "Es muss sein!"（かくあるべし）と書き添えている。この謎めいた文については深遠な哲理を示すものとの見方もあれば、軽いやり取り（友人から借りた金を返さねばならないか否かなど）に過ぎないという説もある。抒情的で穏やかな旋律の第3楽章は、後のマーラーの交響曲第3番に影響を与えたといわれる。

## 曲の構成
後期の弦楽四重奏曲は、第12番から順番に1つずつ楽章が増えて規模が拡大しているが、最後に至って伝統的な4楽章構成に戻った。ただし、緩徐楽章とスケルツォの並びはラズモフスキー第1番と同じく逆転している。
第1楽章 Allegretto
ヘ長調、ソナタ形式
第2楽章 Vivace
ヘ長調、三部形式
第3楽章 Lento assai, cantante e tranquillo
変ニ長調、変奏曲
第4楽章 "Der schwer gefaßte Entschluß" Grave — Allegro — Grave ma non troppo tratto — Allegro
ヘ長調、ソナタ形式
「ようやくついた決心」 (Der schwer gefaßte Entschluß)  と冒頭に記されている。